# Juan Ruiz (conquistador)
Juan Ruiz, (* España - desierto de Atacama, † octubre de 1540) conquistador español del siglo XVI. Participó en la conquista del Perú, luego en las expediciones de Diego de Almagro en 1536 y Pedro de Valdivia en 1540 a Chile.

## Biografía
Durante la segunda expedición a Chile, siguiendo la antigua ruta de Almagro, medio enloquecido por el calor, la sed y los cadáveres momificados de la expedición anterior que encontraban en el camino, sintió miedo y pesar por haberse embarcado en aquella nueva aventura; y pensando que iba a morir de hambre o de sed, maliciosamente se dedicó a inquietar a sus compañeros para que se volvieran al Cuzco. El maestre de campo Pedro Gómez de Don Benito, descubrió la trama lo puso en conocimiento de Valdivia y este lo hizo ahorcar para desanimar a sus compañeros. Fue ahorcado a mediados de octubre de 1540.